# کایران گوورز
کایران گوورز (انگلیسی: Kieran Govers؛ زادهٔ ۹ فوریهٔ ۱۹۸۸) بازیکن هاکی روی چمن اهل استرالیا است.